# Onychogonia
Onychogonia – rodzaj muchówek z rodziny rączycowatych (Tachinidae).

## Gatunki
- O. cervini (Bigot, 1881)[4][2]
- O. fissiforceps (Tothill, 1924)[3]
- O. flaviceps (Zetterstedt, 1838)[3][4]
- O. magna Brooks, 1944[3]
- O. melanica (Townsend, 1915)[3]
- O. suggesta (Pandellé, 1896)[4]
- O. tenuiforceps (Morrison, 1940)[3]